# Saison 2005-2006 de snooker
Navigation
2004-2005 2006-2007
La saison 2005-2006 de snooker est la 38e saison de snooker. Elle regroupe 27 tournois organisés par la WPBSA entre le 17 mai 2005 et juin 2006.

## Nouveautés
- Apparition de l'International Open Series, séries de tournois amateurs permettant d'accéder au circuit professionnel l'année suivante, en remplacement du circuit du challenge.
- La coupe générale n'est pas reconduite au calendrier tout comme l'Open de Grande-Bretagne (tournoi comptant pour le classement mondial), après 19 années d’existence.
- Le Masters d'Irlande (tournoi classé) est remplacé cette saison par le championnat d'Irlande (tournoi non classé).

## Calendrier
| C = Tournoi classé (professionnel)              |
| NC = Tournoi non classé (professionnel)         |
| P/A = Tournoi pro-am (professionnel et amateur) |
| SIP = Séries internationales Pontins (amateur)  |

| Dates (mois-jour) | Dates (mois-jour) | Tournoi                                    | Lieu        | Site                                           | Cat. | Vainqueur           | Finaliste             | Score | Références |
| 05–17             | 05–21             | Séries internationales Pontins (épreuve 1) | Prestatyn   | Pontins                                        | SIP  | Tian Pengfei        | Martin Gould          | 6–3   | ,          |
| 05-??             | 05-??             | Open d'Autriche                            | Wels        | BRP Hall                                       | P/A  | Mark King           | Lee Richardson        | 5-2   |            |
| 06–17             | 06–21             | Séries internationales Pontins (épreuve 2) | Prestatyn   | Pontins                                        | SIP  | Mark Joyce          | James Leadbetter (en) | 6–3   | ,          |
| 07–20             | 07–24             | Jeux mondiaux                              | Duisbourg   | Saalbau Bottrop                                | P/A  | Gerard Greene       | Ding Junhui           | 4–3   | ,          |
| 08–17             | 08–21             | Trophée d'Irlande du Nord                  | Belfast     | Waterfront Hall                                | NC   | Matthew Stevens     | Stephen Hendry        | 9–7   | ,          |
| 09–02             | 09–07             | Séries internationales Pontins (épreuve 3) | Prestatyn   | Pontins                                        | SIP  | Liu Song            | Stephen Rowlings (en) | 6–1   | ,          |
| 09-20             | 09-23             | Tournoi Pontins pro-am (automne)           | Prestatyn   | Pontins                                        | P/A  | Joe Swail           | Dave Harold           | 5-3   |            |
| 10–01             | 10–03             | Open de Fürth                              | Fürth       | Stadthalle                                     | P/A  | Mark King           | Michael Holt          | 4–2   | [ 11 ]     |
| 10–08             | 10–16             | Grand Prix                                 | Preston     | Preston Guild Hall                             | C    | John Higgins        | Ronnie O'Sullivan     | 9–2   | [ 12 ]     |
| 10–14             | 10–19             | Séries internationales Pontins (épreuve 4) | Prestatyn   | Pontins                                        | SIP  | Colm Gilcreest      | Mark Joyce            | 6–3   | ,          |
| 10–22             | 10–26             | Championnat d'Irlande                      | Templeogue  | Spawell Sport & Leisure Complex                | NC   | Joe Swail           | Ken Doherty           | 9–7   | [ 15 ]     |
| 10–29             | 10–29             | Pot Black                                  | Londres     | Royal Automobile Club                          | NC   | Matthew Stevens     | Shaun Murphy          | 1–0   | [ 16 ]     |
| 11–20             | 11–23             | Épreuve qualificative au Masters           | Prestatyn   | Pontins                                        | NC   | Stuart Bingham      | Ali Carter            | 6–3   | [ 17 ]     |
| 11–25             | 11–27             | Open de Suisse                             | Zofingen    | Billiard Center Im Funken                      | P/A  | Ricky Walden        | Ken Doherty           | 5-3   |            |
| 11–28             | 12–01             | Séries internationales Pontins (épreuve 5) | Prestatyn   | Pontins                                        | SIP  | Chris Melling (en)  | Paul Davison          | 6–5   | ,          |
| 09–15             | 12–04             | Première ligue                             | Manchester  | G-Mex Centre                                   | NC   | Ronnie O'Sullivan   | Stephen Hendry        | 6–0   | [ 20 ]     |
| 12–05             | 12–18             | Championnat du Royaume-Uni                 | York        | Barbican Centre                                | C    | Ding Junhui         | Steve Davis           | 10–6  | [ 21 ]     |
| 12-09             | 12-19             | Open des Pays-Bas                          | Bois-le-Duc | De Dieze Snooker Centre                        | P/A  | Bjorn Haneveer (en) | Michael Holt          | 6-1   |            |
| 01–15             | 01–22             | Masters                                    | Londres     | Wembley Conference Centre                      | NC   | John Higgins        | Ronnie O'Sullivan     | 10–9  | ,          |
| 01–30             | 02–05             | Coupe de Malte                             | San Ġiljan  | Hilton Conference Center                       | C    | Ken Doherty         | John Higgins          | 9–8   | [ 24 ]     |
| 02–17             | 02–20             | Séries internationales Pontins (épreuve 6) | Prestatyn   | Pontins                                        | SIP  | Liu Song            | Paul Davison          | 6–3   | ,          |
| 02–27             | 03–05             | Open du pays de Galles                     | Newport     | Newport Centre                                 | C    | Stephen Lee         | Shaun Murphy          | 9–4   | ,          |
| 03–06             | 03–09             | Séries internationales Pontins (épreuve 7) | Prestatyn   | Pontins                                        | SIP  | Tian Pengfei        | Liu Song              | 6–3   | [ 29 ]     |
| 03–20             | 03–26             | Open de Chine                              | Pékin       | Gymnase des étudiants de l’université de Pékin | C    | Mark Williams       | John Higgins          | 9–8   | ,          |
| 04–15             | 05–01             | Championnat du monde                       | Sheffield   | Crucible Theatre                               | C    | Graeme Dott         | Peter Ebdon           | 18–14 | [ 32 ]     |
| 05–08             | 05–10             | Séries internationales Pontins (épreuve 8) | Prestatyn   | Pontins                                        | SIP  | Andrew Higginson    | Jamie O'Neill (en)    | 6–3   | [ 33 ]     |
| 06-??             | 06-??             | Tournoi Pontins pro-am (printemps)         | Prestatyn   | Pontins                                        | P/A  | Stuart Bingham      | Tom Harris            | 5-2   |            |

## Attribution des points
Points attribués lors des épreuves comptant pour le classement mondial :
| Tournoi                     | Joueurs (nombre / statut) | 96  | 80   | 64   | 48   | 32   | 16   | Quart de finalistes | Demi-finalistes | Finaliste | Vainqueur |
| Grand Prix                  | Non tête de série         | 400 |      | 900  |      | 1400 | 1900 | 2500                | 3200            | 4000      | 5000      |
| Grand Prix                  | Tête de série             | 250 |      | 450  |      | 1400 | 1900 | 2500                | 3200            | 4000      | 5000      |
| Championnat du Royaume-Uni, | Non tête de série         | 600 | 975  | 1350 | 1725 | 2100 | 2850 | 3750                | 4800            | 6000      | 7500      |
| Championnat du Royaume-Uni, | Tête de série             | 300 | 488  | 675  | 863  | 1050 | 2850 | 3750                | 4800            | 6000      | 7500      |
| Coupe de Malte,             | Non tête de série         | 400 | 650  | 900  | 1150 | 1400 | 1900 | 2500                | 3200            | 4000      | 5000      |
| Coupe de Malte,             | Tête de série             | 200 | 325  | 450  | 575  | 700  | 1900 | 2500                | 3200            | 4000      | 5000      |
| Open du pays de Galles      | Non tête de série         | 400 | 650  | 900  | 1150 | 1400 | 1900 | 2500                | 3200            | 4000      | 5000      |
| Open du pays de Galles      | Tête de série             | 200 | 325  | 450  | 575  | 700  | 1900 | 2500                | 3200            | 4000      | 5000      |
| Open de Chine,              | Non tête de série         | 400 | 650  | 900  | 1150 | 1400 | 1900 | 2500                | 3200            | 4000      | 5000      |
| Open de Chine,              | Tête de série             | 200 | 325  | 450  | 575  | 700  | 1900 | 2500                | 3200            | 4000      | 5000      |
| Championnat du monde,       | Non tête de série         | 800 | 1300 | 1800 | 2300 | 2800 | 3800 | 5000                | 6400            | 8000      | 10000     |
| Championnat du monde,       | Tête de série             | 400 | 650  | 900  | 1150 | 1400 | 3800 | 5000                | 6400            | 8000      | 10000     |

## Classement mondialen début et fin de saison

### Après lechampionnat du monde 2005
| Rang | Évol.         | Joueur            | Points |
| 1    | en stagnation | Ronnie O'Sullivan | 49812  |
| 2    | 1             | Stephen Hendry    | 42137  |
| 3    | 21            | Stephen Maguire   | 33750  |
| 4    | 2             | Matthew Stevens   | 33712  |
| 5    | 1             | Paul Hunter       | 32125  |
| 6    | 1             | John Higgins      | 32024  |
| 7    | 1             | Peter Ebdon       | 31175  |
| 8    | 3             | Jimmy White       | 30962  |
| 9    | 7             | Mark Williams     | 29749  |
| 10   | 1             | Stephen Lee       | 29650  |
| 11   | 4             | Ken Doherty       | 29124  |
| 12   | 2             | Alan McManus      | 28800  |
| 13   | 2             | Graeme Dott       | 28315  |
| 14   | 6             | Joe Perry         | 27150  |
| 15   | 2             | Steve Davis       | 26987  |
| 16   | 1             | Ian McCulloch     | 26612  |

### Après lechampionnat du monde 2006
| Rang | Évol.         | Joueur            | Points |
| 1    | 1             | Stephen Hendry    | 36437  |
| 2    | 9             | Ken Doherty       | 36137  |
| 3    | 2             | Ronnie O'Sullivan | 36012  |
| 4    | 2             | John Higgins      | 34962  |
| 5    | 16            | Shaun Murphy      | 32725  |
| 6    | 7             | Graeme Dott       | 32600  |
| 7    | en stagnation | Peter Ebdon       | 31200  |
| 8    | 1             | Mark Williams     | 31137  |
| 9    | 6             | Stephen Maguire   | 30725  |
| 10   | en stagnation | Stephen Lee       | 29125  |
| 11   | 4             | Steve Davis       | 28875  |
| 12   | 18            | Barry Hawkins     | 27825  |
| 13   | 15            | Neil Robertson    | 27000  |
| 14   | 10            | Matthew Stevens   | 23862  |
| 15   | 4             | Ali Carter        | 23725  |
| 16   | 1             | Anthony Hamilton  | 23725  |